# Ghislain
G(h)islain (ook wel Ghislenus) is een (oude) Franse voornaam. De naam heeft een Germaanse oorsprong en betekent "(kleine) speer". Het vrouwelijke equivalent is G(h)islaine. 

## Patroniem
G(h)islain is het patroniem van de familienamen Geleyns, Gheleyns, Geleijns, Gheleijns, Gileijns en andere varianten. De verspreiding van de dragers van deze familienamen ligt voornamelijk in Noord-Frankrijk (de "bron" van deze familienamen), Wallonië, Brabant (meer bepaald Leuven) en Zuid-Nederland. Zoals al eerder was vermeld heeft de (familie-)naam een Germaanse oorsprong. De Germaanse woorden giso, gîsil, gijzel en gysel betekenen (kleine) speer, pijl of "van edele afkomst".
Germaans substantief
{\displaystyle \Downarrow }
G(h)islain, G(h)islenus
Frans-Germaanse voornaam
{\displaystyle \Downarrow }
G(h)eleyn (roepnaam voor G(h)islain, G(h)islenus)
Roepnaam
{\displaystyle \Downarrow }
G(h)eleyns, G(h)eleijns en andere varianten
Familienaam
In onderstaande tabel staan Germaanse woorden met hun vertaling. De vermoedelijk juiste afkomsten van de voornaam Ghislain staan in het vet gedrukt.
| Germaans                  | Nederlands                                                  |
| ------------------------- | ----------------------------------------------------------- |
| Gêr, Ger                  | Speer                                                       |
| Gaiza, Gaidu, Gairu       | Speer                                                       |
| Gîsil                     | (Kleine) speer                                              |
| Giso                      | (Kleine) speer, pijl                                        |
| Gil, Gîl, Gijzel, Gysel   | (Kleine) speer, kind van voorname ouders, van edele afkomst |
| Gîsal, Gîsl, Gisal, Gisal | Gijzelaar, krijgsgevangene                                  |

## Naamdragers
- De heilige Ghislenus (650-690)
- Gislain de Fiennes (?-1577)
- Wollebrant Geleyns de Jongh (1594-1674)
- Geleyn Evertsen (1655-1721)
- Henricus Geleyns (1735-1805)
- Melchior Joseph François Ghislain Goubau d'Hovorst (1757-1836)
- Patrice Claude Ghislain de Coninck (1770-1827)
- Maurice Auguste Eugène Charles Marie Ghislain Lippens (1875-1956)
- Gaston Étienne Ghislain Reiff (1921-1992)
- Ghislain Laureys (1924-1995)
- Ghislaine Plag (1975)
- Arnaud Ghislain (1988)